# Pic Engels
Pour les articles homonymes, voir Engels (homonymie).
Le pic Engels est un sommet du Tadjikistan. Il constitue le deuxième plus haut sommet du chaînon Shakhdara, au Pamir, après le pic Karl Marx.